# Libyjská arabská republika
Libyjská arabská republika (arabsky الجمهورية العربية الليبية, italsky Repubblica Araba Libica), vznikla po státním převratu, kdy povstala skupina armádních důstojníků v čele s Muammarem Kaddáfím a svrhla krále Idrise I.